# گلی زنگنه
گلی زنگنه (متولد ۱۳۲۹) هنرپیشه سینمای اهل ایران است که در دهه ۱۳۵۰ فعالیت می‌کرد. او در سال ۱۳۵۷ در فیلم بر فراز آسمان‌ها به کارگردانی محمدعلی فردین ایفای نقش کرد. او هم‌اکنون در لندن زندگی می‌کند.

## فیلمشناسی
- عمو فوتبالی (۱۳۵۴)
- دو آقای با شخصیت (۱۳۵۴)
- سینه‌چاک (۱۳۵۵)
- جمعه (۱۳۵۶)
- جای امن (۱۳۵۶)
- آقای لر به شهر می‌رود (۱۳۵۶)
- توفان (۱۳۵۶، محصول سینمای ترکیه)
- تا آخرین نفس (۱۳۵۷)
- بر فراز آسمان‌ها (۱۳۵۷)
- شمر (۱۳۵۹)[۳]